# Ycke urskog
Ycke urskog este o arie protejată (arie specială de conservare — SAC, sit de importanță comunitară — SCI) din Suedia întinsă pe o suprafață de 32,5 ha, integral pe uscat.

## Localizare
Centrul sitului Ycke urskog este situat la coordonatele 58°07′21″N 15°24′13″E / 58.1224°N 15.4035°E.

## Înființare
Situl Ycke urskog a fost declarat sit de importanță comunitară în decembrie 1995 pentru a proteja un număr necunoscut de specii din flora spontană și fauna sălbatică aflate în arealul zonei. Situl a fost protejat și ca arie specială de conservare în martie 2011.

## Biodiversitate
Situată în ecoregiunea boreală, aria protejată conține 1 habitat natural: Taiga vestică.
La baza desemnării sitului se află un număr nedeclarat de specii protejate.